# 小岩菖蒲園

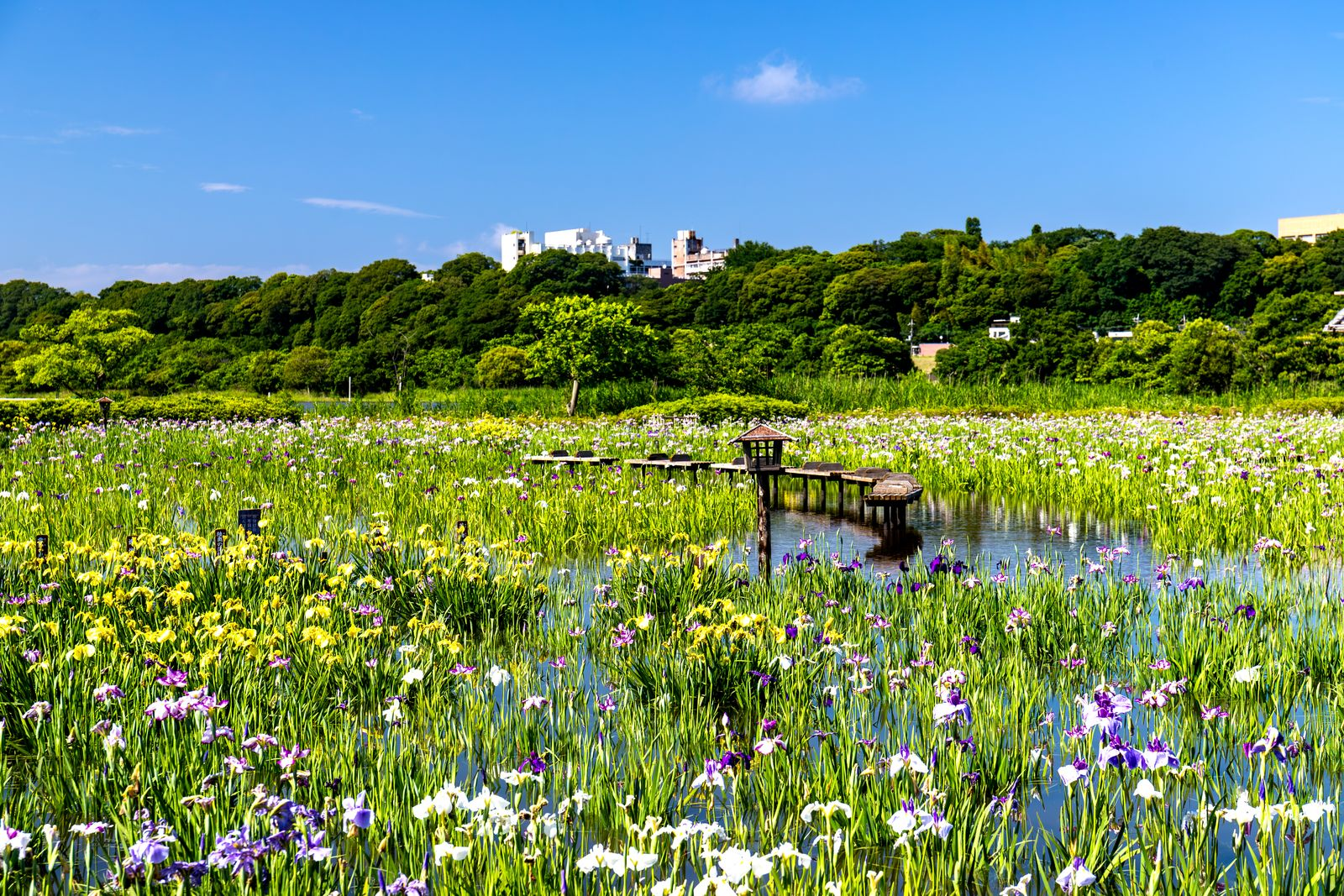
小岩菖蒲園

小岩菖蒲園（こいわしょうぶえん）とは、東京都江戸川区にある植物園である。　

## 概要
約4900平方メートルの敷地に、地元住民から寄贈されたものを基に、約50000本の花菖蒲が植えられた、回遊式庭園である。
6月上旬から中旬にかけて、「小岩菖蒲園まつり」が開催されている。

## 日本初のムジナモの発見
1890年（明治23年）5月11日、植物採集のために小岩村伊予田（現江戸川区北小岩四丁目先）に出掛けていた、「日本の植物学の父」とも言われる牧野富太郎氏が池の水面を見たところ、ムジナモを発見した。それは食虫植物であり、世界的に見て例が少なく日本で初めて発見されたことが分かり、同氏が「ムジナモ」と名付けた。
同地はムジナモ自生地として国の天然記念物にも指定されていたが、数度に渡る洪水で流出し、1926年（大正15年）に天然記念物を解除されている。

## 開園時間
河川敷に位置するため、常時開放している。ただし、駐車場は以下の時間帯のみ利用可能。
4月-9月　08:30-18:30
10月-3月　08:30-16:30

### 休園日
無休。ただし、事故防止のため駐車場のゲートが閉鎖されることがある。

## アクセス

### 鉄道

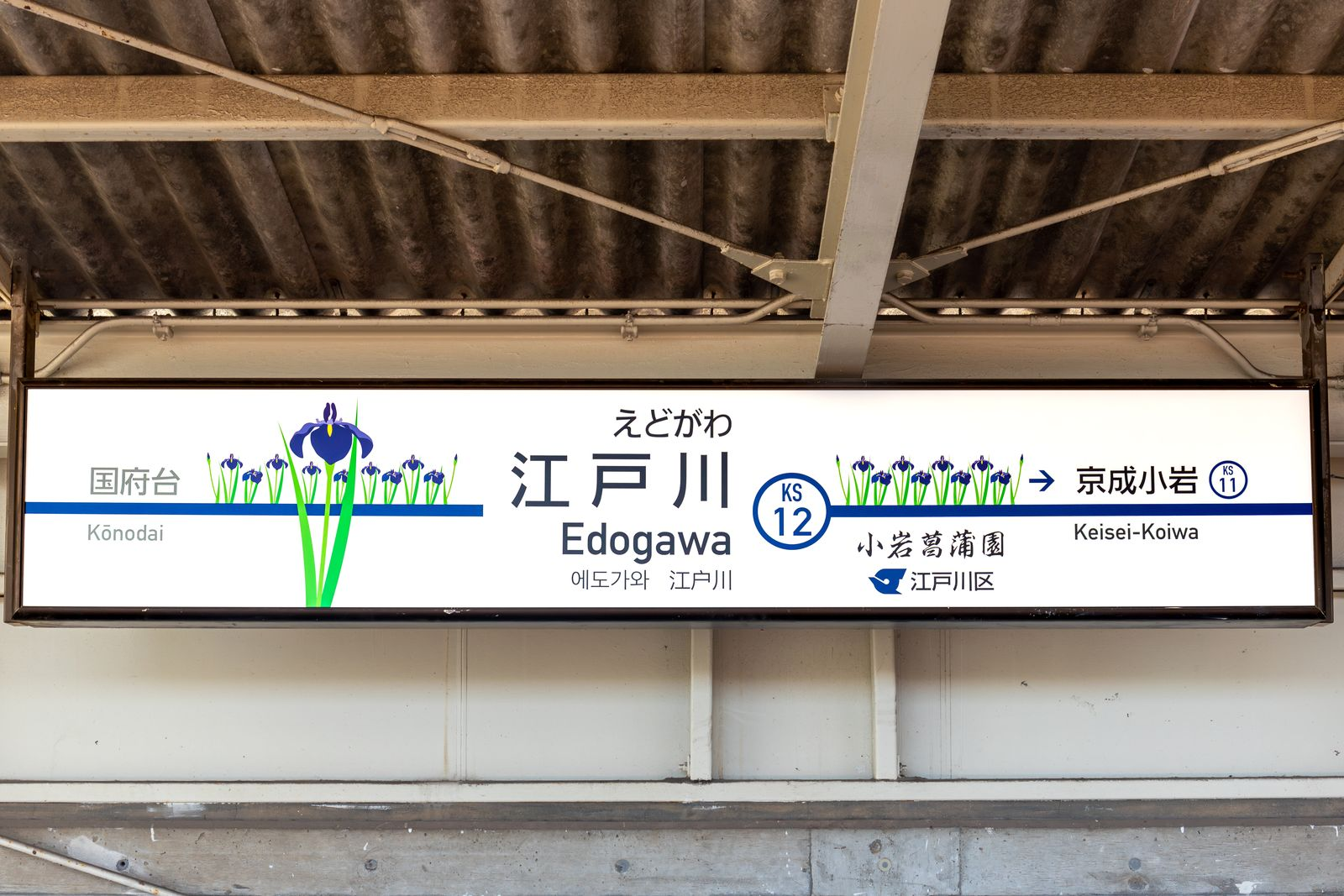
小岩菖蒲園の絵を装飾した江戸川駅駅名標

京成本線「江戸川」駅下車、徒歩5分

### バス
京成タウンバス「江戸川駅通り」下車、徒歩10分
京成バス「一里塚」下車、徒歩15分

### 臨時直通バス（京成バス）
毎年6月に開催される小岩菖蒲園まつりの期間中の、土曜日・日曜日に運行される。
かつては、当地より水上バス「東京都観光汽船江戸川航路」が発着していたが、現在は廃止されている。

## 駐車場
200台（河川敷グラウンドの利用者と共用）